# Parafia św. Mikołaja w Toruniu

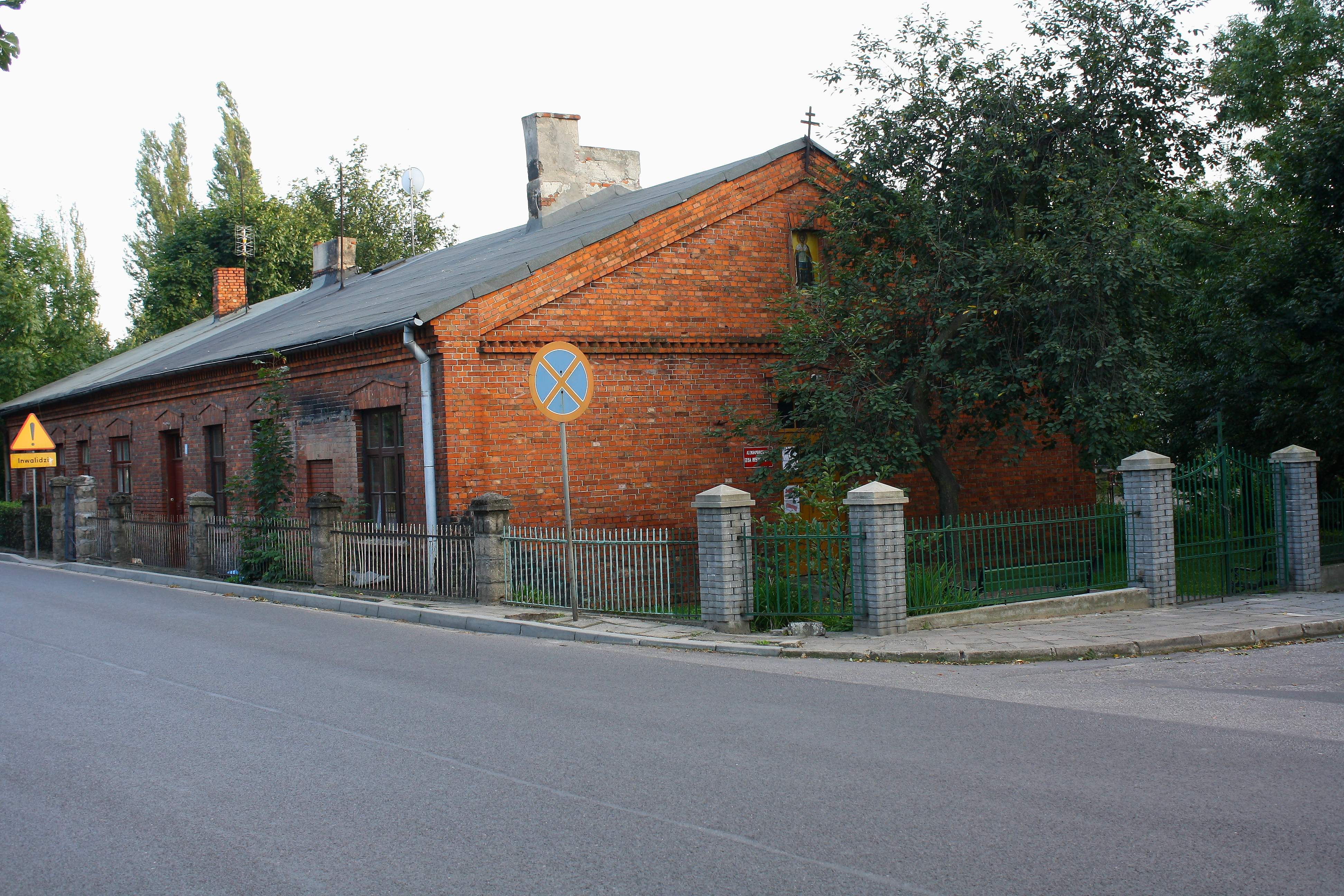
Kaplica filialna św. Aleksandra Newskiego w Aleksandrowie Kujawskim

Parafia św. Mikołaja w Toruniu – parafia prawosławna w Toruniu, w dekanacie kujawsko-pomorskim diecezji łódzko-poznańskiej.

## Świątynie
Na terenie parafii funkcjonują 1 cerkiew i 1 kaplica:
- cerkiew św. Mikołaja w Toruniu – parafialna
- kaplica św. Aleksandra Newskiego w Aleksandrowie Kujawskim – filialna

## Historia
Parafia powstała we wrześniu 1922 jako wojskowa placówka duszpasterska przy Dowództwie Okręgu Korpusu nr VIII w Toruniu. Jednak od początku swojego istnienia prowadziła swoją działalność zarówno wśród prawosławnych żołnierzy, jak i osób cywilnych, w tym społeczności rosyjskiej i ukraińskiej w mieście. Oprócz Torunia obejmowała miejscowości Nieszawa, Lulkowo, Lubicz, Popielany, Kikół, Grudziądz, Kcynia, Bydgoszcz, Sępólno, Sitno, Chełmno, Włocławek, Chełmża, Ciechocinek oraz Aleksandrów Kujawski. Pierwszym proboszczem parafii był ks. Stefan Rudyk, kapitan Wojska Polskiego.
Parafia korzystała początkowo z wynajmowanej kaplicy luterańskiej przy ulicy Strumykowej, następnie zaś z kaplicy kalwińskiej przy ulicy Dominikańskiej. W 1924 otwarto pierwszą samodzielną kaplicę prawosławną, jednak była ona zbyt mała, by wystarczyć potrzebom parafii. W 1927 na cerkiew św. Mikołaja wyświęcony został gmach dawnego zboru ewangelickiego na Rynku Nowomiejskim, użytkowany do 1939. W roku następnym liczbę prawosławnych w Toruniu szacowano na 1500 osób.
W 1939 parafia w Toruniu została administracyjnie dołączona do eparchii berlińskiej i niemieckiej Rosyjskiego Kościoła Prawosławnego poza granicami Rosji, w której pozostawała do momentu wyzwolenia tej części Polski spod okupacji niemieckiej. Po II wojnie światowej ponownie znalazła się w jurysdykcji PAKP jako jedna z 5 placówek duszpasterskich tworzących dekanat pomorski diecezji warszawskiej.
Liczba prawosławnych w Toruniu gwałtownie spadła po II wojnie światowej. Według danych z 1951 parafię tworzyło 117 osób, w 1968 odnotowano ich 45, w 1970 – 46.
30 października 2021 r. dotychczasową placówkę filialną w Grudziądzu przekształcono w samodzielną parafię.
Parafia korzysta z cmentarza św. Jerzego w Toruniu.

## Wykaz proboszczów
- 1922–1927 – ks. Stefan Rudyk
- 1935–1945 – ks. Wiaczesław Rafalski
- 1945 – ks. Aleksy Baranow
- – ks. Mikołaj Hajduczenia (obecnie)